# Relaciones España-Marruecos
Las relaciones entre España y Marruecos o relaciones hispano-marroquíes son las relaciones entre el Reino de España y el Reino de Marruecos. Estados geográficamente próximos con una frontera fundamentalmente marítima y aérea, las ciudades autónomas españolas de Ceuta y Melilla así como en el peñón de Vélez de la Gomera llega a compartir frontera terrestre con Marruecos.

## Migración entre ambos países

### Inmigración de marroquíes en España
La comunidad marroquí es la comunidad extranjera más numerosa de España. Según cifras de 2021 del INE, 930.221 marroquíes residen en España.
Además de inmigrantes legales, hay un notable número de inmigrantes ilegales, cuyo máximo se alcanzó en 2003, con más de un 25% de empadronados sin residencia legal en España. 
El colectivo inmigrante en España es de difícil integración y con una problemática específica, lo que ocasiona que la inmigración marroquí se estudie de modo aislado al del resto de nacionalidades. Los motivos que retrasan su asimilación son culturales, religiosos y sociales, especialmente relacionados con los derechos civiles en general, como la libertad de expresión, y con los derechos de mujeres y homosexuales en particular.

### Inmigración de españoles en Marruecos
El único periodo de emigración a Marruecos fuera de la época del protectorado español de Marruecos tuvo lugar durante la crisis económica de 2008, cuando 5.000 españoles se trasladaron temporalmente a Marruecos. 

## Temas recurrentes en los conflictos diplomáticos entre ambos países

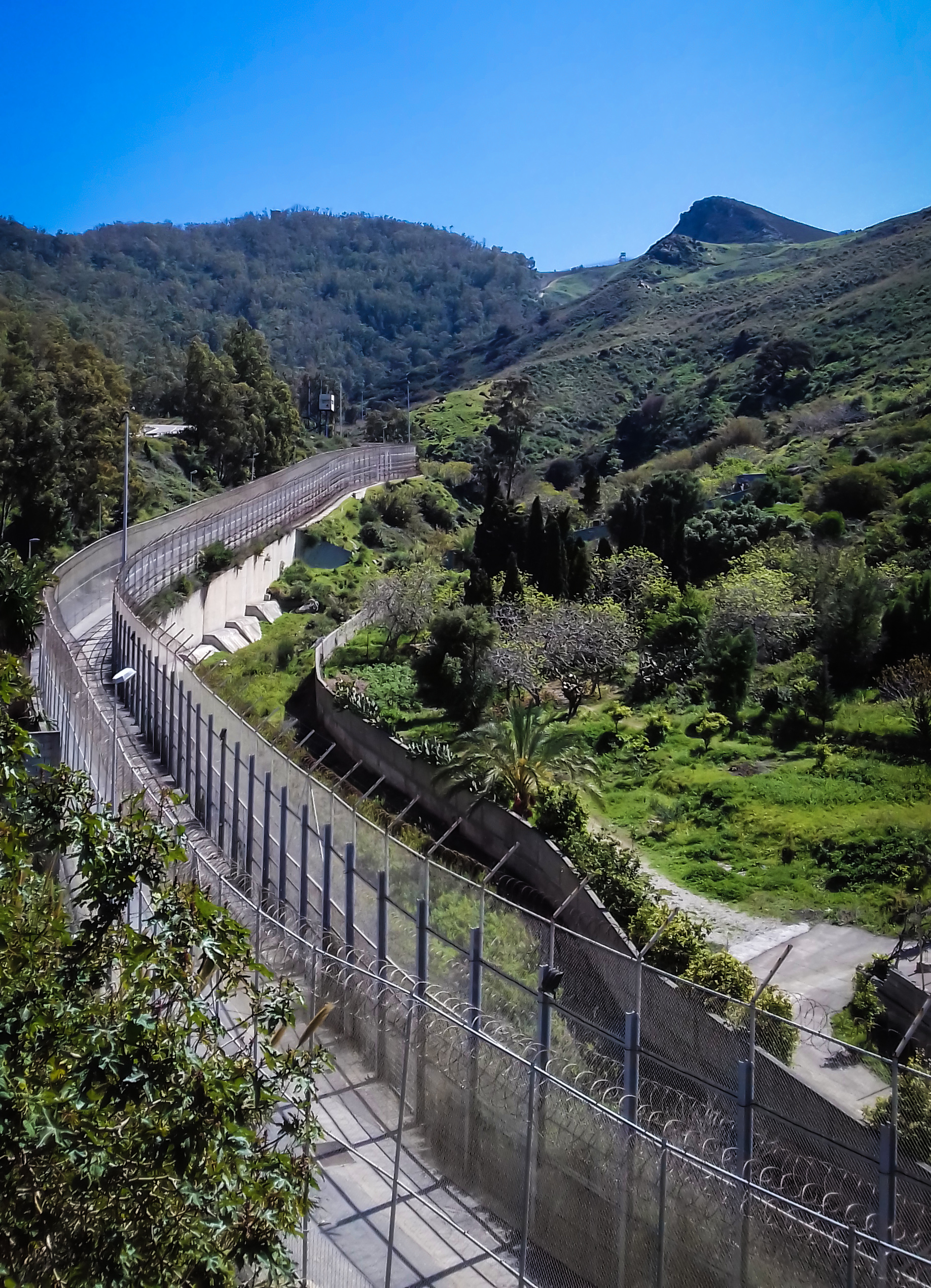
Vista de la Valla de Ceuta, frontera común entre ambos países y lugar de paso de miles de personas, además de ser un punto de gran presión migratoria.

Temas recurrentes en las relaciones diplomáticas en el siglo XX y XXI entre ambos países son:
- La soberanía de las ciudades españolas de Ceuta y Melilla, Canarias y Plazas de Soberanía, las cuales Marruecos reclama.[12] El incidente más grave hasta la fecha ocurrió el 17 de mayo de 2021 con la avalancha de 5.000 marroquíes en Ceuta. Con anterioridad España ha tenido que responder a la ocupación de Perejil (2002) y el peñón de Vélez de la Gomera (2012). En 2020 el primer ministro marroquí Saadeddine Othmani afirmó públicamente que las ciudades autónomas eran marroquíes.[13]Además, en el plano político Marruecos ha captado para su causa expansionista del Gran Marruecos a la exministra socialista María Antonia Trujillo.[14] En agosto de 2023 trascendió que el mapa oficial de Marruecos no reflejaba la frontera española en Ceuta y Melilla.[15][16]
- La independencia del Sahara Occidental: el 14 de marzo de 2022 Pedro Sánchez envió una carta a Mohamed VI respaldando la soberanía marroquí sobre el Sahara Occidental, cambiando la tradicional postura de España con respecto al estatus este territorio.[17]El antiguo Sahara Español fue invadido por Marruecos en 1975 y, tras el Acuerdo de Madrid que facilitó la administración de Marruecos sobre el territorio, España había apoyado la vía propuesta por la ONU del referéndum de autodeterminación. En diciembre de 2022 se destapó el escándalo de corrupción de Marruecos en el Parlamento Europeo. [18]
- Existen varios acuerdos comerciales entre ambos países. La Unión Europea mantiene un acuerdo de pesca para la flota española en los caladeros marroquíes como el banco canario-sahariano, entre otros. Marruecos a cambio exige una serie de condiciones como el pago de una tarifa o la inclusión de marroquíes en la flota extranjera. [19]

Mapa de las rutas de emigración ilegal desde África a través de Marruecos con destino a Europa, con punto de entrada en España a través del Mediterráneo y Canarias.

- La inmigración ilegal: las rutas de la inmigración ilegal desde el África francófona hacia Europa atraviesan Marruecos. Los puntos de entrada son vía marítima a Canarias desde Tarfaya, Tan-Tan o El Aaiún, y a las costas andaluzas desde lugares clave como Tánger o Nador en el norte de Marruecos.[20]La vía terrestre la constituyen Ceuta y Melilla.[21]La llegada sin precedentes de inmigrantes ilegales a la UE, sobre todo después de 2015, han puesto de manifiesto las carencias en las políticas sobre fronteras e inmigración de la Unión Europea[22] y la utilización de la inmigración ilegal como argumento de negociación política como la avalancha de 5.000 personas en Ceuta de 17 de mayo de 2021 o la llegada anual de más de 15.000 inmigrantes ilegales anuales a Canarias desde 2020.[23]A cambio España y la Unión Europea ofrecen importantes beneficios y apoyo político al reino alauíta.[24]

## Historia
- Conquista marroquí de La Mamora (1681)
- Conquista marroquí de Larache (1689) por el asedio de Larache

### y

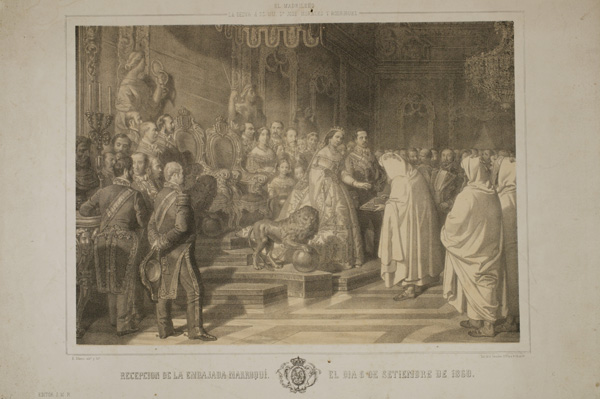
Recepción de la embajada marroquí. Guerra de África, 1860.

### SigloXIXysigloXX

#### Protectorado español de Marruecos (1912-1956)

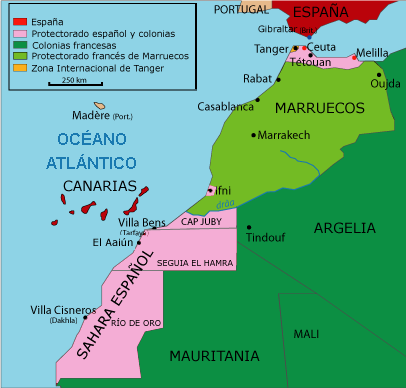
En rosado el área del protectorado español en Marruecos, en verde el protectorado francés.

En 1912 el Gobierno y Marruecos acuerdan establecer un protectorado en Marruecos; en dos zonas de seguridad de sus territorios: al norte rodeando las ciudades de Ceuta y Melilla, en una franja que penetraba desde la costa mediterránea ocupando ciudades importantes como Tetuán y al sur otra franja protegía el acceso a la entonces del protectorado del Sahara Occidental. La población oriunda no estuvo conforme con este Tratado firmado por su propio Gobierno y en 1913 se levanta una rebelión contra las tropas españolas que daban cumplimiento al Tratado de 1912, dirigida por Abd-el Krim. Los sublevados rifeños infligieron una dura derrota a las Fuerzas Armadas en el llamado desastre de Annual, en julio de 1921. Con Melilla sitiada por rebeldes enemigos, el Gobierno se ve abocado a una gran crisis que desembocaría en un golpe de Estado y en la dictadura de Primo de Rivera. No sería hasta 1925 cuando unas maniobras conjuntas entre las Fuerzas Armadas y el ejército francés en Alhucemas consiguen pacificar definitivamente la región.
El Gobierno de la II República Española, tras instaurarse, mantuvo la normalidad en el protectorado. Si bien los ciudadanos marroquíes exigieron igualdad de trato con los ciudadanos españoles, el Gobierno solo concedió la nacionalidad a los marroquíes judíos y toma Ifni en 1934, en cumplimiento del Tratado de Wad-Ras de 1860. En ese momento España tenía desplegado en Marruecos 34.000 soldados, incluyendo nativos. Una fuerza que será clave en el golpe de Estado de 1936, ya que fue la primera en apoyar el golpe de Francisco Franco.
Después del desembarco aliado en Marruecos durante la Segunda Guerra Mundial, aparecen partidos políticos reclamando la independencia de Marruecos. Francia reconoce la independencia de Marruecos en 1956. Para evitar males mayores, el Gobierno y Marruecos firman el 7 de abril de 1956 un tratado análogo, por el que se declara nulo y sin efecto el protectorado español sobre el país.

#### Independencia de Marruecos 1956 y guerra de Ifni 1957
España reconoció la independencia de Marruecos el 7 de abril de 1956. Después de numerosos incidentes el dictador Francisco Franco invitaba a Mohammed V a Madrid para acordar el periodo de transición que seguiría al fin de la administración protectora de España. El acuerdo fue muy malo para España, se reconocía la independencia del reino alauita sin ningún tipo de garantía y asegurando la soberanía de las plazas de soberanía pero sin ninguna concreción territorial.
Las presiones nacionalistas no acabaron y las tropas marroquíes atacan la ciudad española de Sidi Ifni. Las tropas españolas son situadas, y después de una guerra con 300 muertos nunca declarada y casi sin cobertura periodística, el Gobierno ordena arriar la bandera en Ifni el 30 de junio de 1969, siendo ocupada inmediatamente la ciudad por el ejército marroquí.

#### Invasión de Sahara Españolː Marcha verde 1975

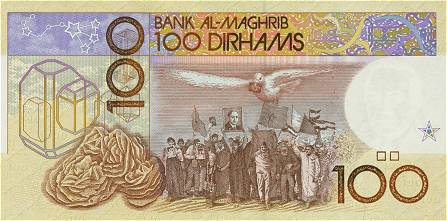
Reverso de un billete de 100 dirham que conmemora la Marcha Verde.

A mediados de los años 70,  con una enorme presión por el gobierno marroquí, con un gobierno como el español, aislado a nivel internacional, Marruecos reclama la soberanía sobre el Sáhara Español. España, que además veía como en Portugal se producía la revolución de los claveles, anunció en 1974 que se haría un referéndum de independencia para el primer semestre de 1975. En este momento, el ejército español en el Sahara hizo frente a la amenaza o guerra no declarada de las Fuerzas Armadas del Reino de Marruecos en la frontera norte del Sahara. En este contexto, el 24 de junio de 1975 fallecieron cinco militares españoles de la Grupo de Artillería de Campaña Autopropulsada XII por la explosión de una mina anticarro. Con Franco moribundo el gobierno marroquí convoca una marcha de civiles hacia el Sahara Occidental para ocuparlo. El 6 de noviembre de 1975 50.000 civiles entraron en la provincia. Marruecos contó con el apoyo de Estados Unidos y Francia que se posicionaron así en contra de Argelia y del Frente Polisario, aliados de la Unión Soviética. Finalmente España, Marruecos y Mauritania firman los Acuerdos Tripartitos de Madrid por lo que España renuncia al dominio sobre el territorio saharaui. La ONU nunca ha reconocido los acuerdos ni la soberanía de Marruecos sobre el Sahara, y hasta el día de hoy Marruecos no reconoce la soberanía del Sahara.

#### Último tercio delsigloXX

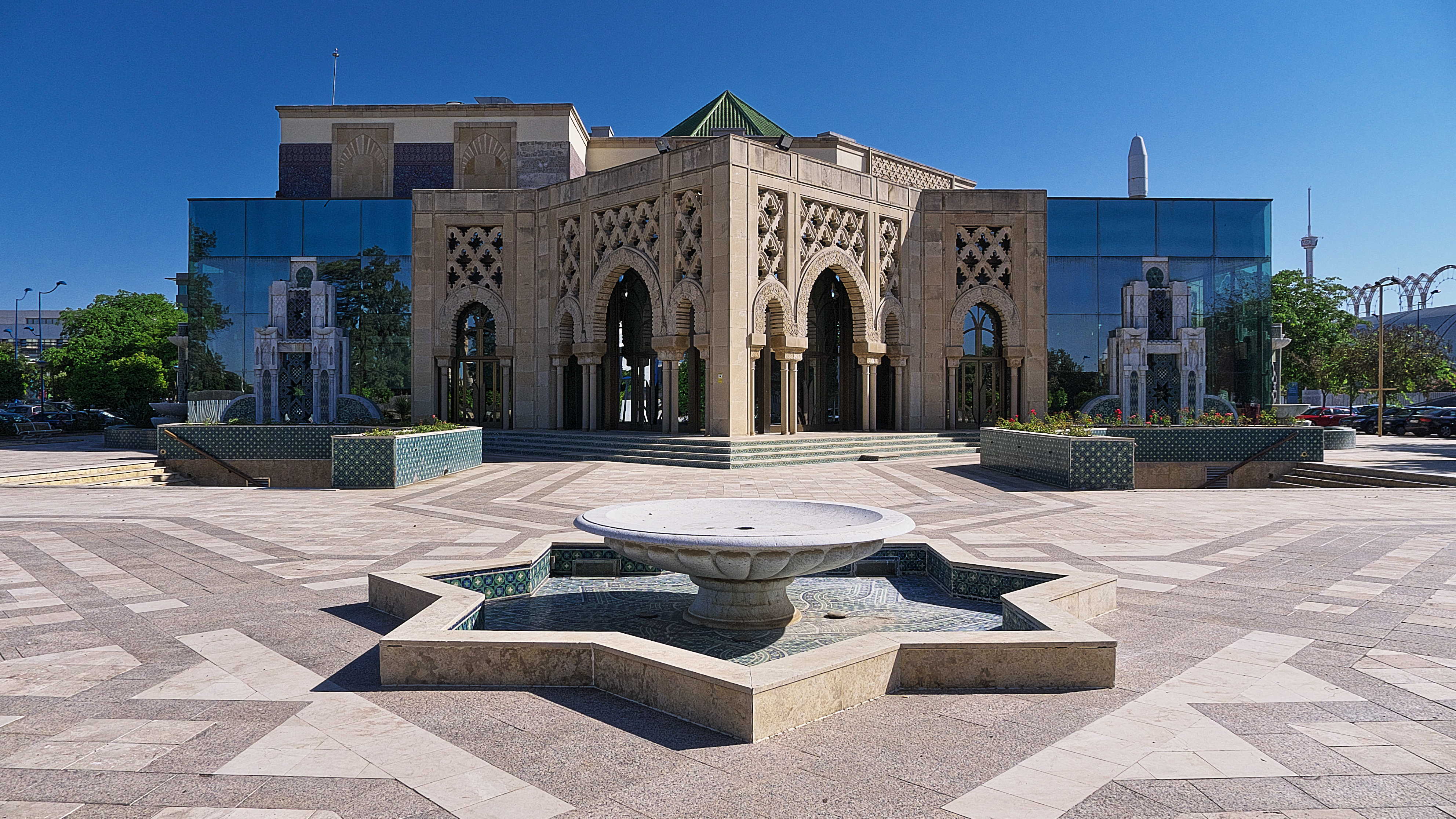
Pabellón de Marruecos en la Exposición Universal de Sevilla de 1992

El 17 de enero de 1980 el destructor Almirante Ferrandiz recibió disparos de advertencia a proa de un caza Mirage marroquí mientras asistía a un pesquero español en el banco canario saharaui.
En 1988 se fotografía por primera vez una patera con inmigrantes proveniente de Marruecos en la playa de Los Lances, en Tarifa. Sería la primera vez que se transmite la noticia de una patera llegando al Estrecho. En 1991 se firma entre ambos países el Tratado de amistad, buena vecindad y cooperación, un marco para la colaboración económica entre ambos países. Este tratado además obliga a las partes a celebrar reuniones de alto nivel con un periodicidad anual. En 1995 ambos países, conjuntamente con la Unión Europea y otros países del Magreb ponen el marcha el llamado "Proceso de Barcelona", el inicio de la Asociación Euromediterránea. 
En 1996 se inicia el reforzamiento de la Valla de Ceuta. En 1998 se inicia también las obras de la Valla de Melilla, un muro reforzado para evitar el paso de migrantes hacia la ciudad autónoma.

### SigloXXI

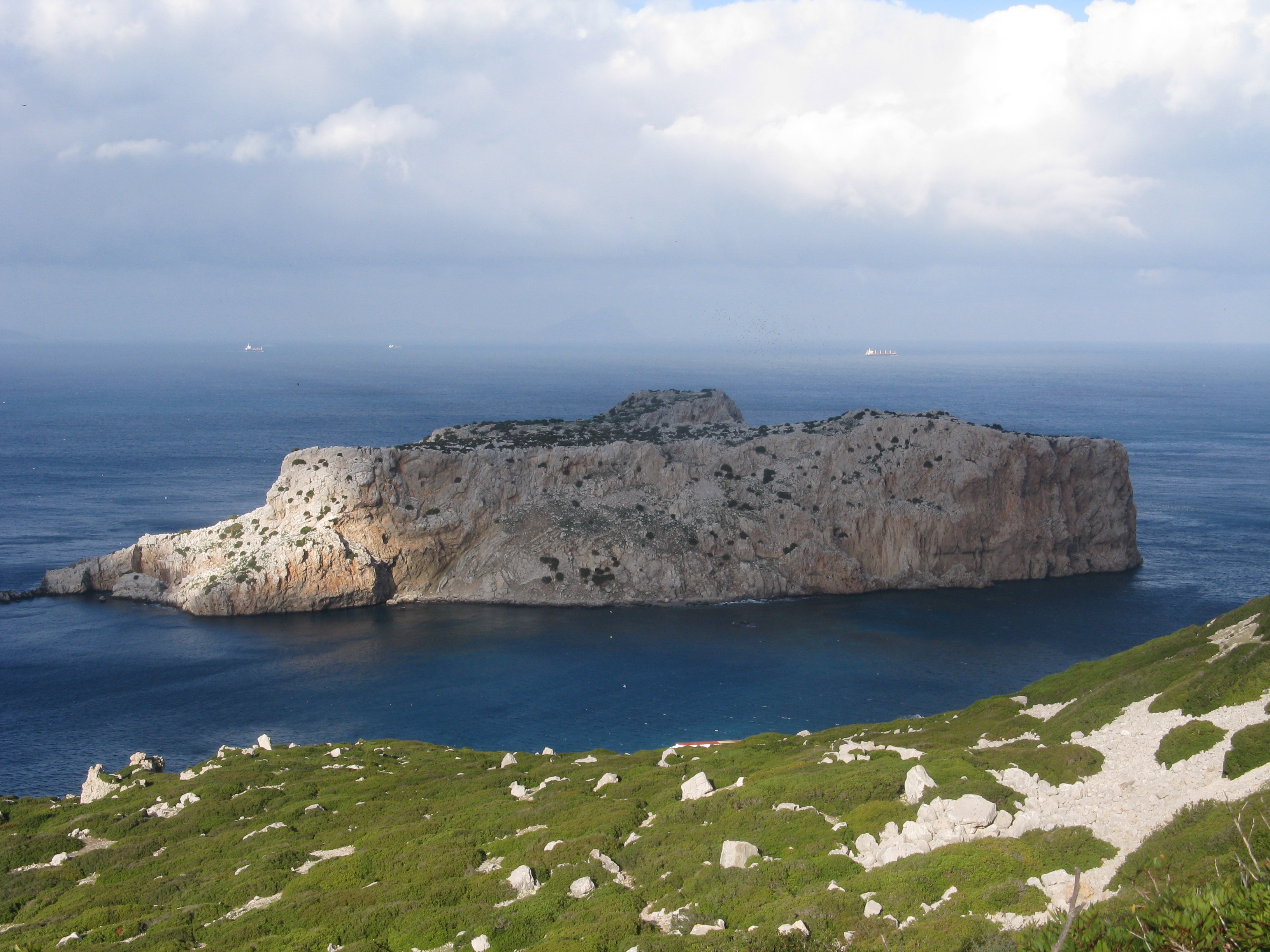
Vista del islote de Perejil desde el continente. En Marruecos se le llama Isla de Layla.

El 11 de julio de 2002 se inició la crisis de la isla de Perejil. Miembros de la Armada real marroquí ocuparon la deshabitada isla del Perejil, un promontorio situado en la costa norteafricana. Seis días después el gobierno español inició la "Operación Romeo-Sierra" y 28 miembros del Grupo de Operación Especiales de la Armada Española tomaron el control del islote capturando los seis cadetes marroquíes presentes, que no ofrecieron resistencia. La relación diplomática tras la crisis de Perejil no fue restaurada hasta enero de 2003. Aquel mes de julio, Marruecos se quejó de la falta de neutralidad al tratar el conflicto del Sahara Occidental cuando tomo asiento en el Consejo de Seguridad de Naciones Unidas, además en octubre España suspendió las ventas de armas a Marruecos debido a la crisis del islote del Perejil.
Dentro de la cadena de atentados terroristas de Casablanca de 2003 mueren 45 personas entre las que se contaban 5 españoles, 4 en el atentado al club social Casa España.
Marruecos ha colaborado notablemente con las autoridades españolas en la investigación de los atentados de Madrid de 2004 y esta relación continua a día de hoy. Además, existe cooperación subordinada a intereses comunes económicos, así como en contraterrorismo, lucha contra el tráfico de drogas o la inmigración ilegal. Los gendarmes marroquíes se han unido a las patrullas españolas para combatir la inmigración ilegal en el estrecho de Gibraltar.
En desde finales de agosto y durante el mes de septiembre de 2005 se produjeron asaltos organizados, con una violencia sin precedentes, de centenares inmigrantes ilegales a la valla de Melilla, primero, y a la Ceuta después. La avalancha de inmigrantes ilegales desbordó ambas ciudades y se complementó a la Guardia Civil con una compañía de Regulares y otra de la Legión, con efectos disuasorios. El 5 y 6 de noviembre de 2007 los reyes de España visitaron Ceuta y Melilla para mostrar el respaldo de la Corona a estas ciudades y promover la buena vecindad entre España y Marruecos.
En 2012 se produjo el Incidente del peñón de Vélez de la Gomera coincidiendo con una reunión de alto nivel entre España y Marruecos en Rabat. A ésta asistieron además numerosos empresarios animados por la adjudicación a la saudí ACWA Power y a Acciona del contrato para construir la Planta Solar de Nur Uarzazaten, una de las mayores del mundo. Ese mismo año se produjeron incidentes con inmigrantes ilegales en isla de Tierra y con activistas marroquíes en la isla del Congreso de Chafarinas.
En 2019 Marruecos decidió acabar con el "porteo", el paso de mercancías transportadas personalmente a través de las fronteras de Ceuta y Melilla y que consistía en un "contrabando" permitido. Esta decisión supuso un ahogo económico para ambos lados de la frontera, aunque acabó con una práctica que había provocado numerosas muertes por avalanchas en años anteriores. 
De 13 de marzo de 2020 a mayo de 2022 Marruecos mantuvo cerrada la frontera terrestre en Ceuta y Melilla, a raíz de la pandemia de COVID-19, suspendiendo la operación Paso del Estrecho pero permitiendo sin embargo el tránsito vía aérea.  
En noviembre de 2020 el exvicepresidente del Gobierno de España Pablo Iglesias se adhirió a las reclamaciones de la RASD durante el bloqueo del ejército saharaui de la N-1 entre Marruecos y Mauritania.En cuanto a las ambiciones anexionistas de Ceuta y Melilla, en diciembre de 2020 el primer ministro de Marruecos Saadeddine Othmani afirmó que "Ceuta y Melilla son marroquíes, al igual que el Sahara", lo que provocó el rechazo por parte del Gobierno español convocando a la embajadora de Marruecos en España y declarando que "no hay nada que discutir. Ceuta y Melilla son españolas".

#### Conflicto diplomático en 2021: Caso Pegasus y avalancha de 5.000 marroquíes en Ceuta
En respuesta al ingreso hospitalario en España del líder de Frente Polisario, Brahim Gali, el 17 de mayo de 2021, Marruecos levantó sus controles sobre la frontera entre los dos países y permitió a más de cinco mil ciudadanos marroquíes (incluidos más de 1.500 menores) atravesar la ciudad española de Ceuta pasando por los espigones de Benzú y El Tarajal. Esto provocó la reacción del presidente del gobierno español, Pedro Sánchez, que visitó Ceuta junto con el ministro del Interior el 18 de mayo. De manera críptica, la embajadora marroquí advirtió que "hay actos que tienen consecuencias y deben asumirse" justo antes de ser convocada por el Makhzen el 18 de junio, a su vez poco después de que fuera convocada por la ministra de Exteriores española. El ejército español se desplegó en la frontera para detener la afluencia, y las acciones marroquíes fueron también rechazadas por diversos altos cargos de la Unión Europea. El vicepresidente de la Comisión Europea Margaritis Schinas advirtió que Europa no "se dejaría intimidar por nadie en el tema de la migración". La medida marroquí fue descrita como un caso de operación de zona gris, de manera similar a otros desafíos asimétricos planteados por Marruecos respaldados por medidas graduales y ambiguas por debajo del umbral de la guerra.
Aunque se hizo público el 2 de mayo de 2022, en mayo de 2021 los teléfonos del presidente del Gobierno Pedro Sánchez, de la ministra de Defensa Margarita Robles, del ministro del interior Fernando Grande-Marlaska, del ministro de Agricultura Luis Planas y de la ministra de Exteriores Arancha González-Laya habían sido espiados mediante el programa Pegasus. Se dio cuenta de la extracción de 2.7GB del teléfono del presidente y de 9MB del de la ministra de Defensa. The Guadian y otras fuentes señalaron a Marruecos como autor del espionaje.El 10 de julio de 2023 la Audiencia Nacional archivó el Caso Pegasus, causa seguida por un delito de descubrimiento y revelación de secretos que puso en jaque la propia seguridad del Estado, por la falta de cooperación de Israel.

#### 2022: Reconocimiento español de soberanía marroquí sobre Sahara Occidental y persistencia de las pretensiones marroquíes sobre Ceuta y Melilla
El 14 de marzo de 2022, Pedro Sánchez envía al rey de Marruecos, Mohamed VI, una carta política. En esta carta el presidente del gobierno español aboga porque la solución de autonomía para el Sahara como "la base más sería, creíble y realista para la resolución de este diferendo". Esto supone un cambio de postura del gobierno español, que reconoce a Marruecos la soberanía sobre la antigua colonia española del Sahara Occidental. La decisión del gobierno español es duramente criticada por el resto de partidos políticos en España. Así también recibe la condena del país vecino Argelia, que hace llamar a su embajador en España. En abril de 2022 Marruecos reabre las fronteras marítimas a los ferries del Paso del Estrecho en el siguiente mes de abril y en mayo se reabren las terrestres de Ceuta y Melilla.
En enero de 2023 los eurodiputados españoles del PSOE votaron en contra de la resolución de la UE RC-B9-0057/2023 a cuenta del Marocgate, acusaciones de intento de corrupción a diputados del Parlamento Europeo, y la denuncia de la falta de libertad de prensa y situación de los presos políticos en Marruecos.
El 2 de febrero de 2023, tuvo lugar una Reunión de Alto Nivel (RAN) en la que Marruecos y España se comprometieron al respeto mutuo, evitando lo que pudiera ofender a sus "esferas de soberanía". En dicho documento se menciona únicamente la soberanía marroquí sobre el Sahara, obviando la soberanía española sobre Ceuta y Melilla. El 31 de mayo de 2023, el Gobierno de España elevó una queja a Marruecos por calificar como "ciudades marroquíes" a Ceuta y Melilla. Dicha protesta fue cursada ante Rabat a través de una nota formal remitida por el Ministerio de Asuntos Exteriores a la Embajada de Marruecos en España.En agosto de 2023 trascendió que un mapa oficial de Marruecos no reflejaba la frontera española en Ceuta y Melilla, sin se realizara una protesta formal ante Marruecos del ministro Albares.Además, en 2023 Marruecos ha captado para su causa expansionista del Gran Marruecos a la exministra socialista María Antonia Trujillo.
El 4 de octubre de 2023 se anunció la elección de la candidatura España-Portugal-Marruecos para la Copa Mundial de Fútbol 2030.
En enero de 2024, el Ministerio de Asuntos Exteriores de España anunció oficialmente en su sitio web, a través de la sección dedicada al Magreb y Oriente Medio, su apoyo a una solución política aceptable por ambas partes en el caso del Sáhara. Además, eliminó definitivamente un párrafo anterior que respaldaba lo que describía como "el derecho del pueblo saharaui a determinar su propio destino".
En enero de 2024, el ministro del Interior de Marruecos, Abdellatif Laftit, y su homólogo español, Fernando Grande-Marlaska, llegaron a un acuerdo sobre la necesidad de apreciar la dinámica positiva y el compromiso que caracterizan las relaciones entre Marruecos y España. El objetivo es fortalecer su modelo de asociación excepcional y ejemplar en múltiples niveles.
En febrero de 2024, el presidente del Gobierno español, Pedro Sánchez, visitó Marruecos al inicio de una visita de trabajo y amistad. Fue recibido por el primer ministro marroquí, Aziz Akhannouch, acompañado por el ministro de Asuntos Exteriores español, José Manuel Albares.
El gobierno español se está preparando para transferir la gestión del espacio aéreo sobre el Sáhara a Marruecos después de décadas de estar bajo la gestión de la empresa estatal perteneciente al Ministerio de Transporte español, operando desde el centro de control de tráfico aéreo en las Islas Canarias. Este movimiento sigue a un anuncio conjunto emitido el 7 de abril de 2022, después de una reunión entre el presidente Pedro Sánchez y el Rey Mohammed VI en Rabat, que marcó el inicio de "discusiones sobre la gestión del espacio aéreo". El paso está vinculado a los desarrollos positivos que han coloreado las relaciones bilaterales entre España y Marruecos, reforzando sus asociaciones en todos los niveles y afirmando la soberanía del Reino sobre el Sáhara Occidental. Simultáneamente con la visita del presidente español Pedro Sánchez a Rabat y la recepción que le brindó el Rey Mohammed VI de Marruecos, durante la cual reiteró el apoyo de España a la autonomía, el periódico "Confidencial Digital" mencionó que el gobierno está avanzando hacia la entrega de la gestión del espacio aéreo sobre la región del Sáhara Occidental al Reino de Marruecos.